# 大明神桜
草岡の大明神桜（くさおかのだいみょうじんざくら）は、山形県長井市草岡694にあるエドヒガンの一本桜である。

## 特徴
樹齢はおよそ1200年、樹高18.8メートル、枝張23メートルから25メートル、幹周が10.9メートルあり、個人宅に植えられた桜としては最大の太さである。2005年に日本における国の天然記念物に指定された。登録名は「草岡の大明神ザクラ」。
開花時期が4月中旬であることから、地元では種蒔桜として地元の農作業の目安木として大切にされてきた。白鷹町、南陽市を含む長井市近辺は古桜が多く点在しており、大明神桜の他にも烏帽子山千本桜をはじめとして国の天然記念物伊佐沢の久保桜、県の天然記念物薬師桜など、桜の古木の名所が20箇所ほど点在している。1994年には置賜さくら会が結成され、これらを結ぶ観光ルートである「置賜さくら回廊」が設定された。

## 伝承
大明神桜の起源は、坂上田村麻呂が蝦夷を平定した際に記念植樹した5本の桜のうちの1本であると伝えられている。また伊達政宗が鮎貝の初陣で敗北を喫した際に、この桜に身を隠し生き延びたという伝説があり、「桜子の　散り来る方を　頼み草　岡にて又も　花を咲かせん」と詠んでいる。後に横山勘解油（よこやまかげゆ）を遣わせ、手厚く保護にあたらせたという話も残っている。